# Vinnius subfasciatus
Espèce
Synonymes
- Amycus subfasciatus C. L. Koch, 1846
- Vinnius maculaticeps Simon, 1902

Vinnius subfasciatus est une espèce d'araignées aranéomorphes de la famille des Salticidae.

## Distribution
Cette espèce se rencontre au Brésil dans les États du Sergipe, de Bahia, du Minas Gerais et d'Espírito Santo et en Argentine dans la province de Misiones,,.

## Description
Le mâle décrit par Braul et Lise en 2002 mesure 6,66 mm et la femelle 6,83 mm.

## Systématique et taxinomie
Cette espèce a été décrite sous le protonyme Amycus subfasciatus par C. L. Koch en 1846. Elle est placée dans le genre Vinnius par Simon en 1903.
Vinnius maculaticeps a été placée en synonymie par Braul et Lise en 2002.

## Publication originale
- C. L. Koch, 1846 : Die Arachniden. Nürnberg, vol. 13, p. 1-234 (texte intégral).